# فهرست بزرگراه‌های تبریز

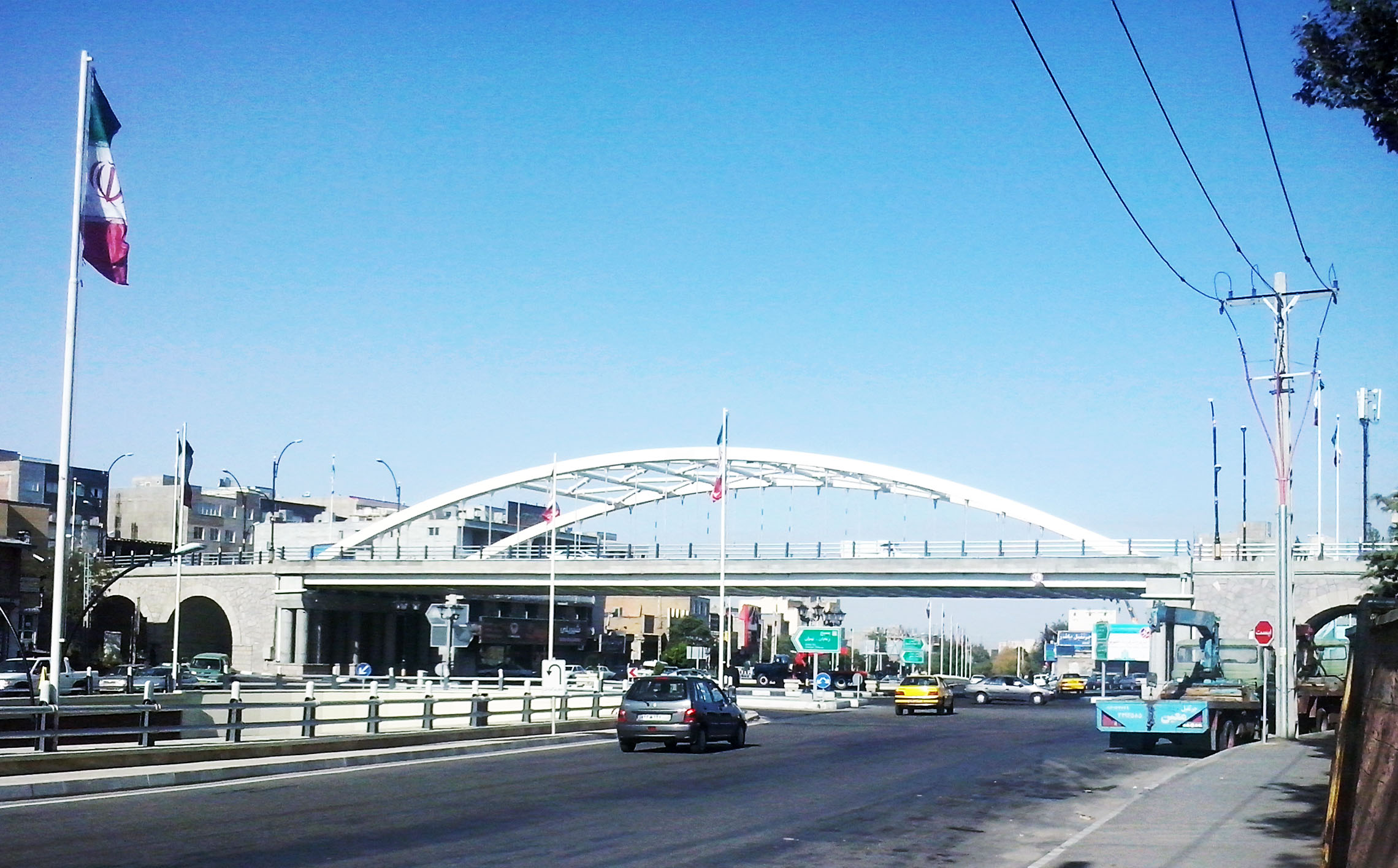
تقاطع سه سطحی شهید حمید باکری تبریز، واقع در هتل مرمر سابق.

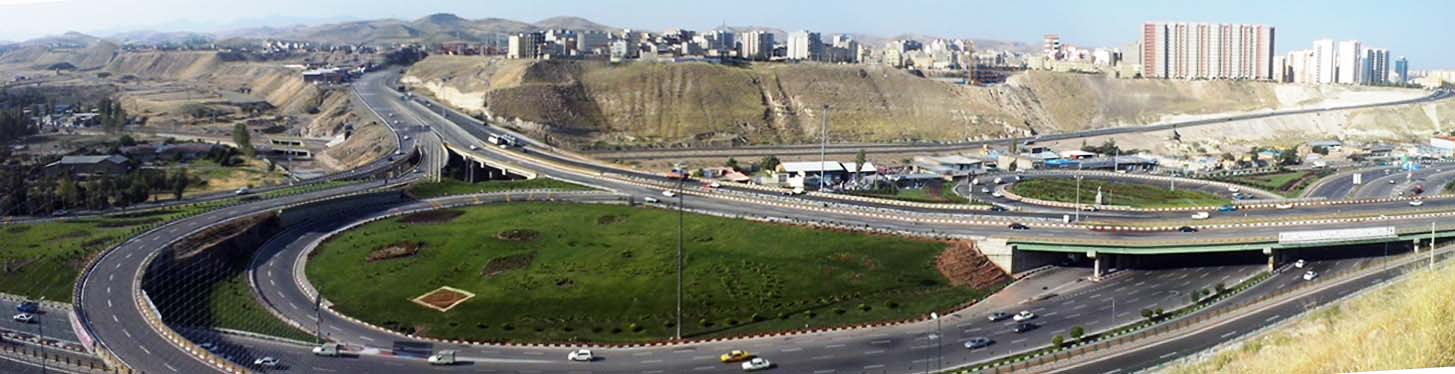
نمایی از طرح تبادل امام علی در شرق تبریز.

شهر تبریز دارای چند بزرگراه است که عبارتند از:
- بزرگراه پاسداران
- بزرگراه کمربندی تبریز
- بزرگراه کمربندی میانی
- بزرگراه چای‌کنار
- بزرگراه سنتو
- بزرگراه دو کمال
- بزرگراه بابایی
- بلوار فتح
- جاده تبریز بستان اباد
- بلوار شهدای غواص
- بلوار فتح
- بلوار نور
- بلوار ملکی تبریزی
- بلوار رجایی
- بلوار استاد شهریار
- بلوار رسالت
- بلوار صمدی
- لاله غربی
- سهندیه
- ابوذر
- بلوار اذربایجان
- بلوار نیایش
- بلوار ملاصدرا
- بلوار منتظری
- بلوار معراج
- بلوار دکتر حسابی
- بلوار کوثر
- بلوار توحید
- بلوار تشیع
- انقلاب

## آزادراه‌های تبریز
- آزادراه زنجان-تبریز
- آزادراه شهید کسایی
- آزادراه شهید باکری

- آزادراه تبریز-مرند-بازرگان
- آزادراه تبریز-سهند
- آزادراه تبریز-ارومیه

## منبع
- کتابچه آشنایی با تبریز؛ تألیف شهرداری تبریز؛ چاپ در سال ۱۳۸۶